# Anielskie skrzydło

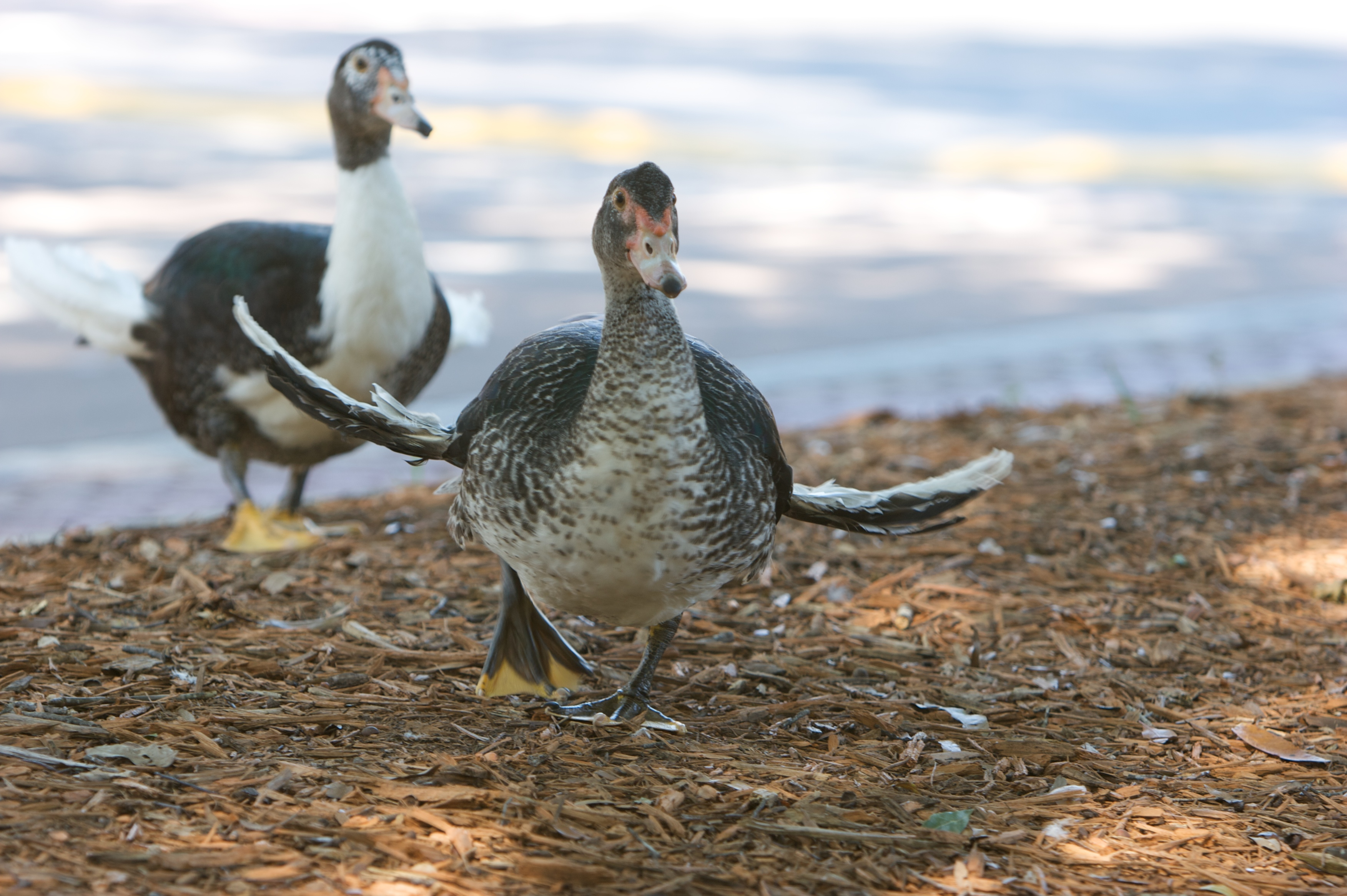
Anielskie skrzydła

Anielskie skrzydło (ang. angel wing, crooked wing) – zespół chorobowy występujący głównie u ptactwa wodnego. Objawia się deformacją ostatniego stawu w skrzydle, w wyniku czego lotki, zamiast układać się wzdłuż ciała, zaczynają wystawać prostopadle na zewnątrz. Wada ta z czasem utrudnia, a nawet uniemożliwia ptakom latanie. „Anielskie skrzydło” spotyka się głównie u kaczek, gęsi i łabędzi, jednak występowanie zanotowano również u gołębi, jastrzębi zwyczajnych oraz papug (papużek falistych, ar i konur).

## Przyczyny

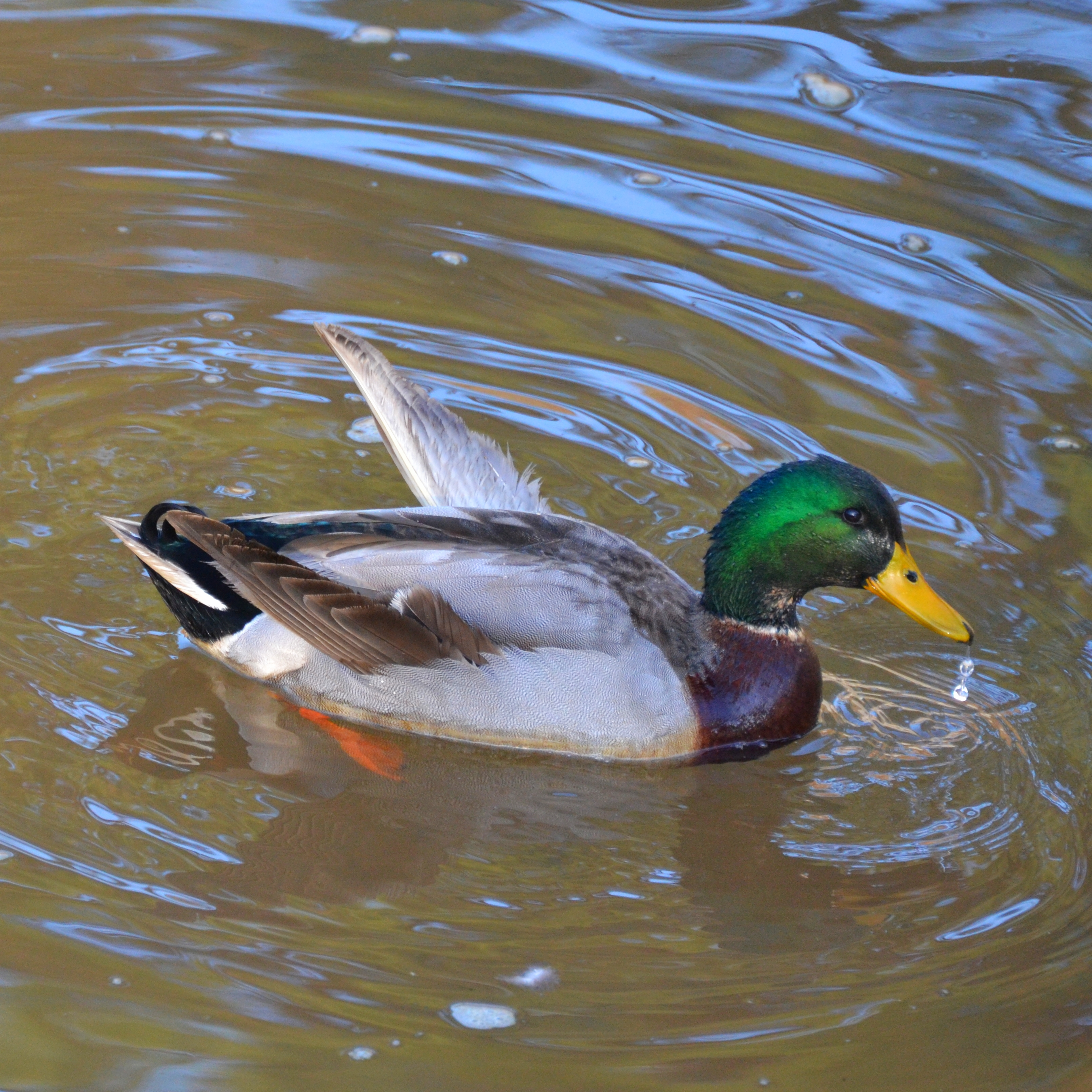
Anielskie skrzydła u kaczki

Występowanie wady jest najczęściej spowodowane nieprawidłową dietą, zbyt bogatą w węglowodany i białka, a ubogą w mangan, wapń, witaminę D i witaminę E. Anielskie skrzydło występuje częściej u ptaków domowych lub ptaków mieszkających w pobliżu siedzib ludzkich, niż u ptactwa dzikiego. Jedną z typowych przyczyn jest dokarmianie dzikich ptaków chlebem (szczególnie pieczywem białym). Władze niektórych miast apelują o niedokarmianie dzikich kaczek, łabędzi i gęsi w miejskich akwenach nie tylko ze względu na zabrudzanie wody, ale również z obawy o zdrowie ptaków.
Innymi przyczynami wystąpienia anielskiego skrzydła mogą być:
- zbyt szybki wzrost,
- nieprawidłowa inkubacja i proces wylęgania,
- uraz,
- podłoże genetyczne (wada częściej występuje u samców; zauważono również częste występowanie schorzenia u piskląt jednej pary w różnych lęgach)[1].

Z niewiadomych przyczyn, jeśli wada występuje tylko w jednym skrzydle (co się zdarza), zazwyczaj jest to skrzydło lewe.

## Leczenie
U dorosłych ptaków anielskie skrzydło jest chorobą nieuleczalną. U młodych ptaków można zapobiec rozwojowi choroby mechanicznie usztywniając skrzydło tak, by ułożenie lotek było prawidłowe. Jeśli przyczyną jest nieprawidłowa dieta, zazwyczaj pomaga zamiana wysokobiałkowej paszy na pszenicę oraz wzbogacenie diety w witaminy D i E.